# Allanche
Allanche (okcitansko Alancha) je naselje in občina v osrednjem francoskem departmaju Cantal regije Auvergne. Leta 2008 je naselje imelo 903 prebivalce.

## Geografija
Kraj leži v pokrajini Haute-Auvergne ob reki Allanche, 68 km severovzhodno od Aurillaca.

## Uprava
Allanche je sedež istoimenskega kantona, v katerega so poleg njegove vključene še občine Charmensac, Joursac, Landeyrat, Peyrusse, Pradiers, Sainte-Anastasie, Saint-Saturnin, Ségur-les-Villas, Vernols in Vèze z 2.698 prebivalci.
Kanton Allanche je sestavni del okrožja Saint-Flour.